# 亚洲哈鳞虫
亚洲哈鳞虫（学名：Harmothoe asiatica）为多鳞虫科哈鳞虫属的动物，是中国的特有物种。分布于黄海、东海等海域，常栖息于潮下带以及砂泥质底。